# Tsagaannuur (distrikt i Mongoliet, Selenga)
Tsagaannuur (mongoliska: Цагааннуур Сум, Цагааннуур) är ett distrikt i Mongoliet.   Det ligger i provinsen Selenga, i den centrala delen av landet, 260 km norr om huvudstaden Ulaanbaatar.